# Bierbach (Odenwald)

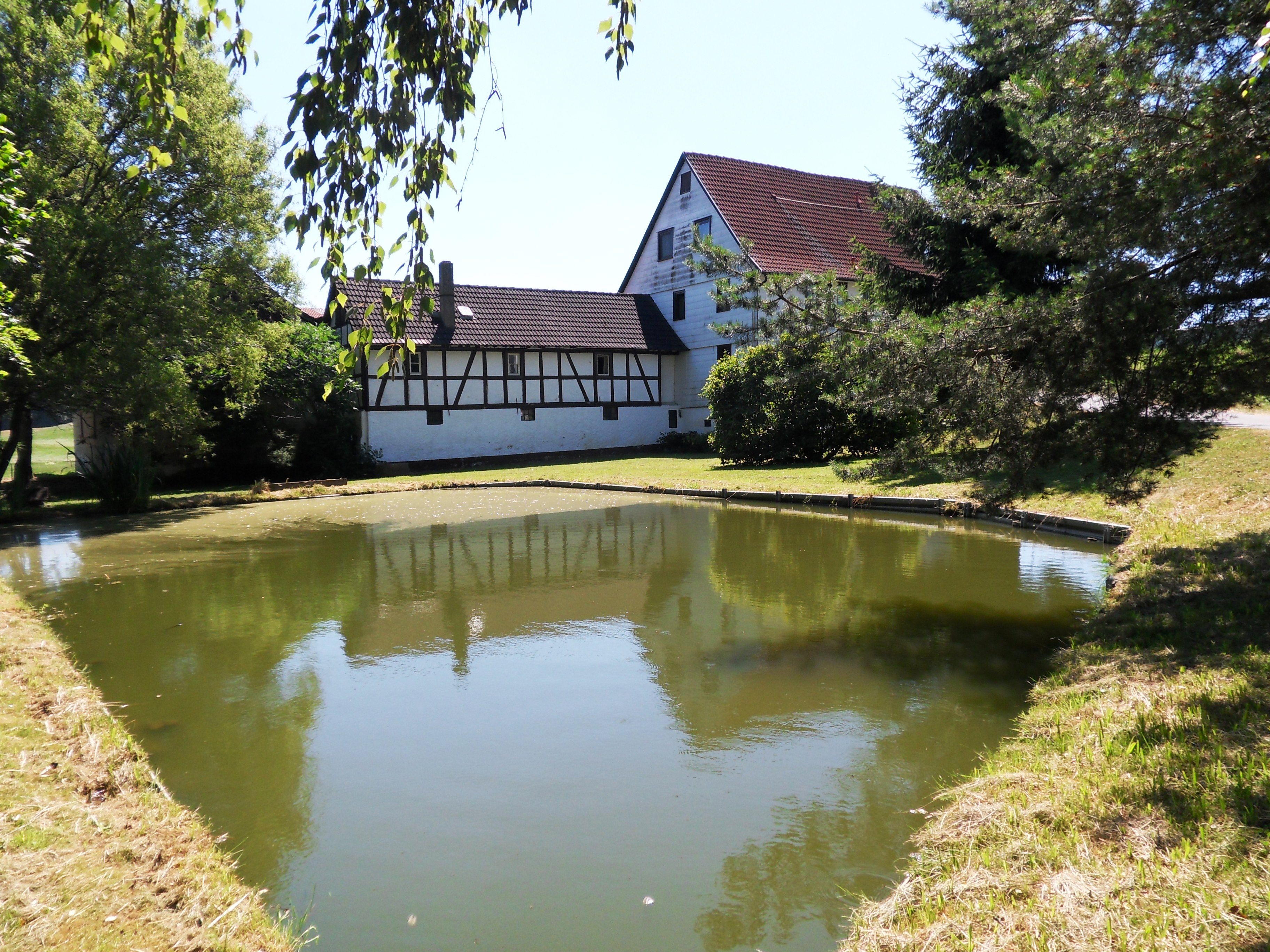
Löschwasser- und Fischteich neben dem Bierbach

Bierbach ist ein Weiler im hessischen Odenwald, der beiderseits des Bierbachs liegt, welcher die Gemarkungen der Gemeinde Fränkisch-Crumbach im Süden und des Ortsteils Wersau der Gemeinde Brensbach im Norden trennt, die beide zum Odenwaldkreis gehören.

## Geographie
Die Siedlung im vom Granit im Untergrund geprägten Naturraum des Vorderen Odenwalds, genauer gehört sie zum Unterraum Gersprenztal, ist kein geschlossener Ort; sie umfasst ein Gehöft südlich des Bierbachs und drei Höfe auf dessen Nordseite. Sie ist von Wiesen und einigen Äckern umgeben. Nahe im Osten trennt ein niedriger bewaldeter Höhenrücken um den 240 m ü. NHN hohen Wersauer Berg das Nebental von dem der Gersprenz, etwas ferner im Westen erheben sich ausgedehntere und bis fast 350 m ü. NHN erreichende Waldhöhen vor dem weiter entfernten Fischbachtal.

## Geschichte

### Ur- und Frühgeschichte

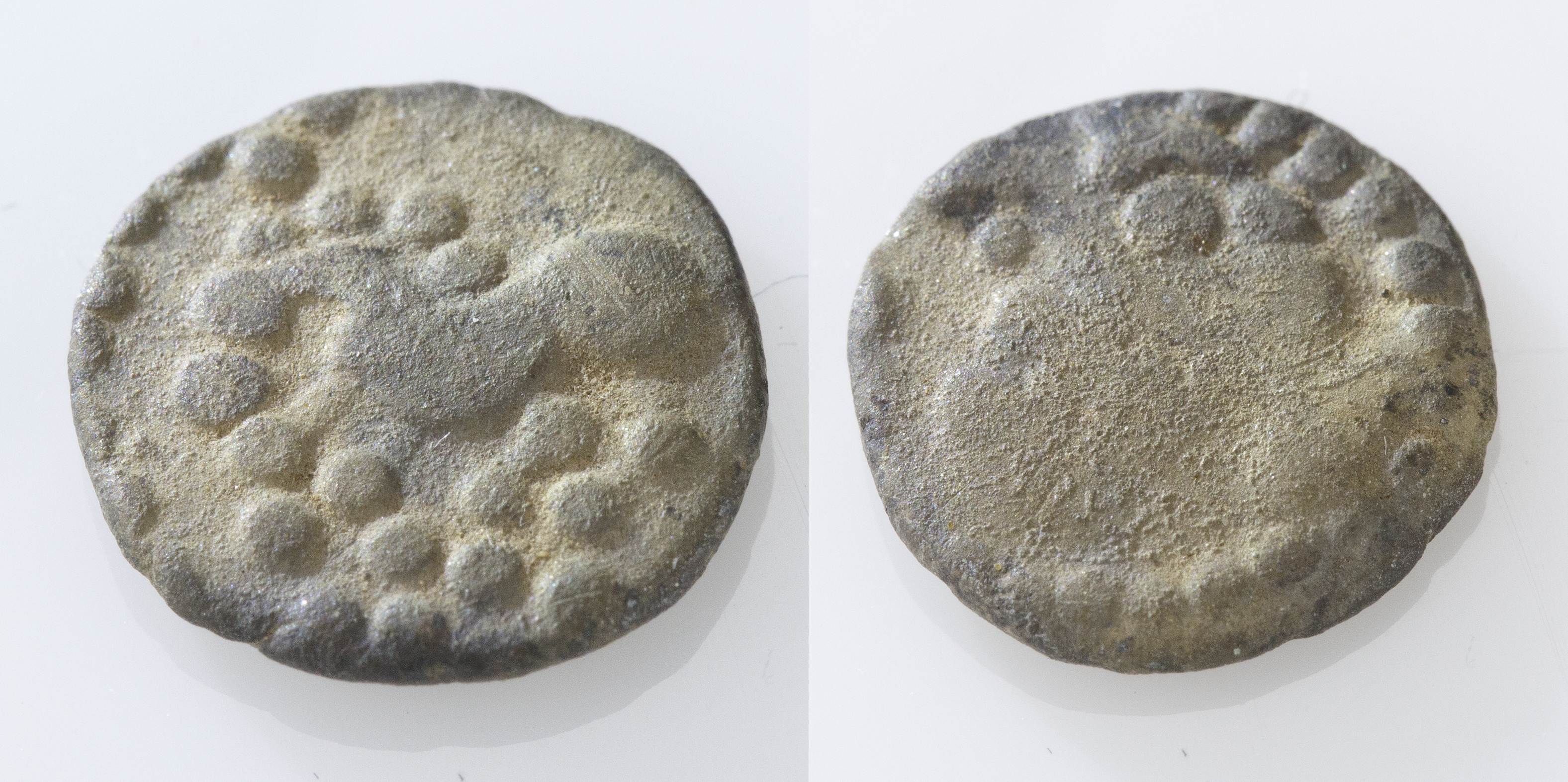
Der Keltische Quinar aus Bierbach (1. Jahrhundert v. Chr.)

Durch Bodenfunde des Heimat- und Geschichtsverein Wersau ist die Anwesenheit von Menschen im Bereich um Bierbach bereits zur vor- und frühgeschichtlichen Zeit belegt:
Eine keltische Münze „Quinar, Typ Heidelberg-Neuenheim“ stammt aus der späten Latènekultur (etwa erstes Jahrhundert vor Christus). Hierbei handelt es sich um eine der ganz wenigen keltischen Münzen, die aus dem Bereich Vorderer Odenwald überhaupt bekannt sind.
Auch die Römer hinterließen während der Besatzung des Odenwaldes in Bierbach ihre Spuren. So konnte hier bei Feldbegehungen eine Knie-Fibel aus der Römischen Kaiserzeit (2.–3. Jahrhundert nach Christus) gesichert werden.
Mit dem Rückzug der Römer begann in Mitteleuropa die Völkerwanderungszeit, die vor allem durch Migration germanischer Gruppen definiert ist. Aus dieser Epoche stammt eine Bügelknopf-Fibel aus Bronze, die ebenfalls bei Feldbegehungen bei Bierbach entdeckt wurde.
Alle Funde sind seit 2022 im Dorfmuseum Wersau ausgestellt.

### Mittelalter und Neuzeit
Bierbach wird – gemeinsam mit Wersau – als Burbach im Jahre 1314 erstmals urkundlich erwähnt. Zu Beginn des 15. Jahrhunderts gehörte Bierbach zur Herrschaft der Brüder Hermann und Konrad von Rodenstein, die 1433 verschiedene Besitzungen, darunter Burlebach an den Grafen Philipp den Älteren von Katzenelnbogen verkauften. Am 22. Februar 1446 erscheint Buerbach – wiederum gemeinsam mit Wersau – als Unterpfand beim Verkauf von Anteilen an der Burg Breuberg durch Graf Wilhelm von Wertheim an den genannten Grafen Philipp den Älteren.
Die Zeit des Dreißigjährigen Krieges, mit ihren Missernten und Pest-Wellen, hinterließ Bierbach wahrscheinlich jahrelang als entvölkerte Wüstung. Aus einem Kaufbrief des Jahres 1670 geht hervor: Der aus dem Schweizer Kanton Graubünden stammende Caspar Dascher kauft die in Bierbach seit den Wirrnissen des Dreißigjährigen Krieges wüst und verlassen liegenden Güter, die zu Wersau gehören, für 60 Gulden. In der folgenden Zeit ist die Einwanderung Schweizer Familien nach Bierbach in Wersauer Kirchenbüchern vermerkt.
Im Frühjahr 1809 lag eine Bande von Straßenräubern in Bierbach „im Quartier“.
1841 wird ein „Frhrl. von Gemmingischer Theil“ von Bierbach mit 4 Häusern „jenseits dem Bierbach“ von dem „diesseits“ gelegenen Teil bei Wersau mit 7 Häusern unterschieden. Die größte Ausdehnung und Einwohnerzahl erreicht Bierbach Mitte des 19. Jahrhunderts mit insgesamt 13 Höfen. Für 1858 wird eine Einwohnerzahl von 68 genannt.
Dann folgte auch hier das große Höfesterben. Über die Hälfte der Bauern gab die Landwirtschaft auf. Die meisten davon wanderten mit ihren Familien nach Amerika aus.
1927 gab es in Bierbach noch lediglich 3 Höfe und 15 Einwohner.

## Verkehr und Infrastruktur
Bierbach ist über eine Gemeindestraße für den Verkehr erschlossen. Diese zweigt von der Kreisstraße 74 am Ortsausgang von Wersau nach Süden ab und endet in Bierbach. Bierbach hat dieselbe Postleitzahl und Telefonvorwahl wie Brensbach.